# Seleção Russa de Rugby Sevens Feminino
A Seleção Russa de rugby sevens (em russo:  Женская сборная России по регби-7) representa a Rússia nos torneios de rugby sevens. A equipe, dirigida pela União de Rugby da Rússia, compete anualmente na Série Mundial Feminina de Rugby Sevens, bem como na Copa do Mundo de Rugby Sevens, nos Jogos Olímpicos e nos Jogos Europeus.
Desde 2013, domina o Campeonato Europeu, conquistando o troféu sete vezes. Internacionalmente, o melhor desempenho da Rússia foi em 2013, terminando nas quartas de final. A equipe foi vice-campeã no Canada Women's Sevens 2015, depois de derrotar a Austrália nas quartas de final e a França nas semifinais.
A Rússia não conseguiu se classificar para o evento inaugural de rugby sevens nos Jogos Olímpicos de Verão de 2016; no entanto, elas se classificaram para os Jogos Olímpicos seguintes em Tóquio e competiram pelo Comitê Olímpico Russo. Após a invasão russa da Ucrânia em 2022, a World Rugby e a Rugby Europe suspenderam a Rússia das competições internacionais e europeias da união continental de rugby.

## Desempenho

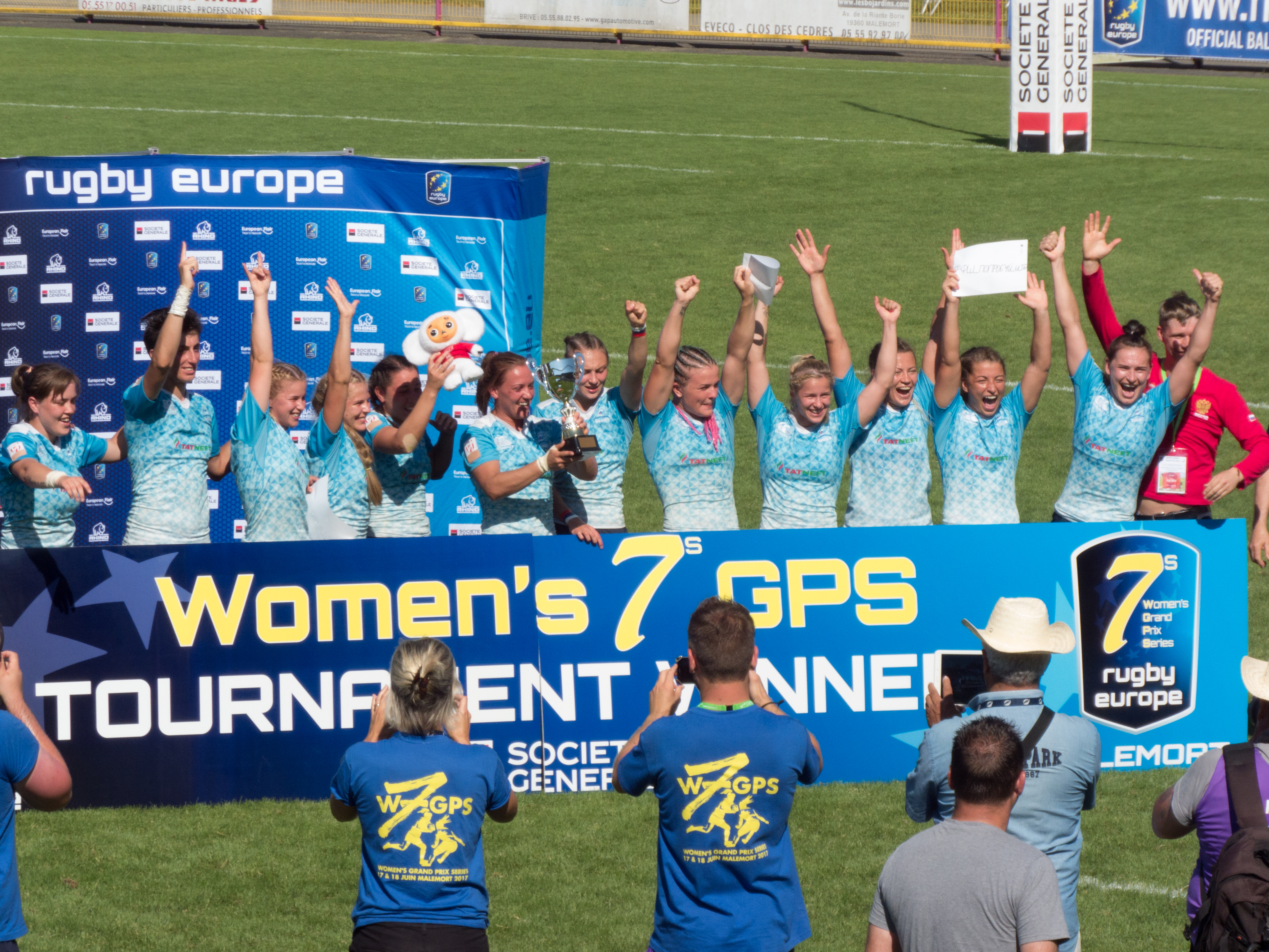
Equipe campeã do torneio europeu de 2017

### Jogos Olímpicos
| 2016  | Não se classificou | Não se classificou | Não se classificou | Não se classificou | Não se classificou | Não se classificou |
| 2020  | Quartas de final   | 8                  | 6                  | 1                  | 0                  | 5                  |
| 2024  | Desclassificada    | Desclassificada    | Desclassificada    | Desclassificada    | Desclassificada    | Desclassificada    |
| Total | 0 títulos          | 0/3                | 6                  | 1                  | 0                  | 5                  |

### Copa do Mundo
| 2009  | Fase de grupos   | 11              | 5               | 2               | 0               | 3               |
| 2013  | Quartas de final | 7               | 5               | 2               | 1               | 2               |
| 2018  | Quartas de final | 8               | 4               | 2               | 0               | 2               |
| 2022  | Desclassificada  | Desclassificada | Desclassificada | Desclassificada | Desclassificada | Desclassificada |
| Total | 0 títulos        | 0/4             | 14              | 7               | 1               | 6               |